# Donald Erb
Donald James Erb (* 17. Januar 1927 in Youngstown, Ohio; † 12. August 2008 in Cleveland Heights, Ohio) war ein US-amerikanischer Komponist.

## Leben
Erb spielte als Schüler Trompete in einer Tanzkapelle und nach seiner Militärzeit im Zweiten Weltkrieg in verschiedenen Jazzbands. Er studierte bis 1950 an der Kent State University, bis 1952 am Cleveland Institute of Music bei Marcel Dick und erwarb 1963 einen Doktorgrad an der Indiana University in Bloomington, wo er Schüler von Bernhard Heiden war. Während eines Parisaufenthaltes 1953 studierte er bei Nadia Boulanger.
Von 1953 bis 1961 unterrichtete er am Cleveland Institute of Music und war dort 1966 bis 1981 Composer in Residence. Danach wirkte er beim Sinfonieorchester in Dallas und kehrte schließlich nach Cleveland zurück. 1987 erhielt er hier eine Professur für Komposition. Er unterrichtete außerdem an der Indiana University und an der Southern Methodist University in Dallas.
Erb komponierte eine Ouvertüren-Sinfonie, ein Konzert für Schlagzeug und Orchester, The Seventh Trumpet (UA 1969) nach Motiven der Apokalypse und kammermusikalische Werke. Mit dem Stück Reconnaissance, in dem er als einer der ersten Komponisten neben akustischen Instrumenten Synthesizer einsetzte, gehört er zu den Pionieren der elektronischen Musik in den USA. Die Uraufführung fand 1967 mit Robert Moog in New York statt.

## Werke (Auswahl)
- Ouvertüren-Sinfonie, 1964
- Concerto for Percussion and Orchestra, 1966
- Reconnaissance, UA 1967
- The Seventh Trumpet, UA 1969
- Klangfarbenfunk I für Rockband, Orchester und Tonband, 1970
- The Purple Roofed Ethical Suicide Parlor für Blasorchester und Tonband, 1972
- Concerto for Brass and Orchestra, 1986
- Changes, 1994
- Remembrances, 1994
- Sonata for Solo Violin, 1994
- Sunlit Peaks and Dark Valleys für Klarinette, Violine und Klavier, 1995
- Sonate for Solo Harp, 1995